# Demostración social
La prueba social, conocida también como influencia social informativa, es un fenómeno psicológico donde las personas asumen que la acción de otras personas refleja un comportamiento correcto en una situación especifica. Este efecto se realza en situaciones sociales ambiguas donde las personas son incapaces de determinar un comportamiento apropiado, y son conducidos por la suposición de que las personas que las rodean, en ese momento, poseen más información sobre la situación.

## Descripción
Los efectos de influencia social pueden observarse en las tendencias de grupos grandes para ajustarse a una opción, correcta o incorrecta, un fenómeno que a veces es referido como comportamiento gregario. Aunque la demostración social refleja un motivo racional para tomar en cuenta la información en posesión de otros, los análisis formales muestran que pueden causar que las personas converjan rápidamente a una sola respuesta, de forma que las decisiones de grupos grandes de individuos pueden basarse en una pequeña cantidad de información (ver cascadas de información).
La demostración social es un tipo de conformidad. Cuando una persona está en una situación donde no está segura de cuál es el comportamiento correcto, entonces observa a otras personas para buscar un comportamiento correcto. Cuando "nos conformamos porque creemos que la interpretación de una situación ambigua por parte de otros es más exacta que la nuestra y nos ayudará a elegir la acción apropiada"  Esto está contrastado con las norma de influencia social por las que una persona se ajusta a caer bien o ser aceptada por los demás.